# Gabriel Zepeda
José Gabriel Zepeda Zepeda (Santiago de Chile; 25 de agosto de 1949), actual embajador de Chile en Sudáfrica (2012- ). Ha sido Embajador de Chile en Egipto y en Trinidad y Tobago (2006-2007), y como concurrente en San Vicente y las Granadinas y Barbados (2007), y de Surinam y Guyana (2007).

## Biografía
Sus padres son Julio Zepeda Ponce de León y Eliana Zepeda Barrios. De profesión Abogado, Licenciado en Ciencias Jurídicas y Sociales de la Universidad de Chile, con estudios de posgrado en Ciencia Política, desde 1974 ha sido parte del Servicio Exterior, cumpliendo funciones en países como Colombia, Kenia, Argentina, Bolivia, Nueva Zelanda y Estados Unidos.
Gabriel Zepeda es designado el año 2005 como Embajador en Egipto y en Trinidad y Tobago, y en el 2006 como concurrente en San Vicente y las Granadinas y Barbados. Y así mismo el 2007 ante los gobiernos de Surinam y de Guyana.
En el Ministerio ha cumplido funciones como Jefe de Gabinete del Subsecretario, Dirección de América del Sur, de Asia y Pacífico y en la Academia Diplomática Andrés Bello. Al momento de su designación como embajador, se desempeñaba como Director de Seguridad Internacional y Humana. Fue designado finalmente en noviembre del 2012 embajador de Chile en Sudáfrica.
En el año 2013 es designado Embajador Concurrente de Chile ante los gobiernos de Angola, Namibia, Botsuana, Mozambique, Zambia, Malawi, Lesoto y Suazilandia, en marzo de ese año.